# Американец китайского происхождения
«Американец китайского происхождения» (англ. American Born Chinese) — комедийный телесериал, основанный на одноимённом графическом романе Джина Луен Янга. Премьера сериала состоялась 24 мая 2023 года, он получил высокие оценки от профильной критики, чьи представители назвали его одним из лучших проектов на видеосервисе Disney+.

## Сюжет
Цзинь Вонг, пытающийся совладать с проблемами в школьной и семейной жизни, знакомится с новым одноклассником, приехавшим учиться по обмену. Дальнейшие события втягивают его в противостояние между богами китайской мифологии.

## В ролях
- Бен Ван — Цзинь Вонг
- Мишель Йео — Гуаньинь
- Йо Янн Янн[англ.] — Кристин Вонг
- Ын Чинь Хань — Саймон Вонг
- Дэниел Ву — Сунь Укун
- Куан Ке Хюи — Фредди Вонг
- Джим Лю — Вей-Чен
- Сидни Тейлор — Амелии
- Стефани Сюй — Шиджи Няннян[англ.]
- Поппи Лю[англ.] — Принцесса Железный Веер[англ.]

## Производство
4 октября 2021 года было объявлено, что канал Disney+ заказал телеадаптацию графического романа Джина Луен Янга, сценаристом которой выступят Чарльз Ю и Кельвин Ю, а шоураннером Дестин Дэниел Креттон. В дальнейшем появилась информация, что созданием костюмов займётся Джой Креттон, модельерами выступят Прабал Гурунг и Филипп Лим, а режиссёром будет Люси Лью.
В феврале 2022 года было объявлено, что к актёрскому составу сериала присоединились Мишель Йео, Бен Ван, Йео Янн Янн, Чин Хан, Дэниел Ву, Ке Хью Кван, Джим Лю и Сидней Тейлор. В мае одну из ролей получила Стефани Сюй, а в июне — Поппи Лю. Съёмки проекта начались в феврале 2022 года в Лос-Анджелесе.